# Margherita Pieracci Harwell
Margherita Pieracci Harwell (Vinci, 1930) è una scrittrice, saggista, storica della letteratura e critica letteraria italiana.

## Biografia
Laureatasi in lettere presso L’Università di Roma nel 1952, ha conseguito un Dottorato di ricerca presso l’Università di Chicago nel 1972. Ha insegnato materie letterarie al Liceo Classico di Isernia, a un istituto magistrale di Anagni, e in un istituto Tecnico di Roma. Nel 1961, sposando il pastore americano Dwight Harwell, che aveva conseguito il dottorato a Strasburgo con una tesi su Simone Weil, si è trasferita in Francia. Con Dwight Harwell ha avuto due figli, Maurice e David, e si è trasferita negli Stati Uniti, dove dal 1969 al 2004 ha insegnato letteratura italiana moderna e contemporanea all’U.I.C (University of Illinois at Chicago), di cui è professore emerito.
Oltre all’attività di ricerca su Simone Weil, Margherita Pieracci Harwell ha ampiamente approfondito Leopardi, cui ha dedicato il volume: I due poli del mondo leopardiano (Cesati, Firenze 1987) e alcuni lavori accademici, Ignazio Silone (in: Un cristiano senza chiesa e altri saggi, Studium, Roma 1991), e ha studiato criticamente anche numerose altre voci di narratori o saggisti del Novecento, come Anna Maria Ortese, Margherita Guidacci, Anna Banti, Primo Levi, Paolo Barbaro, Mario Luzi .
Margherita Pieracci Harwell è la Mita delle Lettere a Mita di Cristina Campo, con la quale ebbe un’intensa amicizia per tutta la durata della sua vita, e della quale ha curato l’opera per gli editori Adelphi e Scheiwiller.

## Opere
- I due poli del mondo leopardiano: entusiasmo e tedio, Franco Cesati Editore 1986,  ISBN 8876670467

- Un cristiano senza Chiesa e altri saggi. Per Ignazio Silone, Primo Levi, Paolo Barbaro, Mario Luzi, Cristina Campo, Margherita Guidacci. Edizioni Studium, Roma 1991, ISBN 978-8838236433

- Cristina Campo e i suoi amici, Edizioni Studium, Roma, 2005, ISBN 978-8838239649

- Con Gianfranco Draghi: Dal rogo, Gaffi Editore in Roma 2020, ISBN 978-8861651814

- Si apriva il balcone sull'amata Parigi. Lettere e memoria della madre di Simone Weil. A cura di Roberta De Monticelli, Poiesis, Alberobello 2017, ISBN 978-8862780575

- Cristina Campo e la "quéte" dell'Assoluto. In: Annarosa Buttarelli, Concepire l'infinito, 2005

## Traduzioni
(1953), La source grecque, Paris, Gallimard. Edizione italiana (1967), La Grecia e le intuizioni precristiane, traduzione di Cristina Campo, Margherita Pieracci Harwell, Torino, Borla.
(1968), Poèmes, suivis de Venise sauvée. Lettre de Paul Valéry, Paris, Gallimard. Edizione italiana (1963), Venezia salva, traduzione di Cristina Campo, Margherita Pieracci Harwell, Brescia, Morcelliana.

## Curatele
- Cristina Campo, Gli imperdonabili. A cura di Guido Ceronetti e Margherita Pieracci Harwell, Adelphi 1987, ISBN 9788845902567

- Cristina Campo, La tigre assenza. A cura di Margherita Pieracci Harwell, Adelphi 1991, ISBN 9788845908323

- William Carlos Williams, Cristina Campo e Vanni Scheiwiller, Il fiore è il nostro segno, Carteggio e poesie. A cura di Margherita Pieracci Harwell, Libri Scheiwiller, Milano 2001, ISBN 9788876442872

- Cristina Campo, Caro Bul. Lettere a Leone Traverso (1953-1967), a cura e con una nota di Margherita Pieracci Harwell, Adelphi 2007, ISBN 9788845921773

- Cristina Campo, Lettere a Mita. A cura e con una nota di Margherita Pieracci Harwell, Adelphi 2008, ISBN 9788845914942

- Cristina Campo, Il mio pensiero non vi lascia: lettere a Gianfranco Draghi e ad altri amici del periodo fiorentino, a cura e con una nota di Margherita Pieracci Harwell, Adelphi 2011, ISBN 9788845926440